# Adolf z Tunisu
Blahoslavený Adolf z Tunisu (?, Katalánsko – 1314, Tunis) byl španělský řeholník Řádu mercedariánských rytířů a mučedník.

## Život
Narodil se v Katalánsku a po čase vstoupil do Řádu mercedariánských rytířů. Roku 1314 odešel do Tunisu osvobozovat křesťanské zajatce. Pracoval s bl. Jakubem z Tunisu a bl. Arnaldem z Rossinolu. Na cestě domů byla jejich loď zajata piráty a Adolf byl uvězněn. V zajetí sloužil ostatním vězňům a vyprávěl jim o Ježíši. Poté byl piráty zabit.
Jeho svátek je slaven 16. prosince.